# Lauri Tanner
Lauri Arvo Tanner (* 20. März 1890 in Helsinki; † 11. Juli 1950 ebenda) war ein finnischer Turner und Fußballspieler.

## Erfolge
Lauri Tanner nahm 1912 an den Olympischen Spielen in Stockholm teil. Bei diesen gehörte er unter anderem zur finnischen Turnriege im Wettbewerb, der nach dem sogenannten freien System ausgetragen wurde. Dabei traten insgesamt fünf Mannschaften an, die aus 16 bis 40 Turnern bestehen und während des einstündigen Wettkampfs gleichzeitig antreten mussten. Es wurden die Ausführungen der geturnten Übungen an den Geräten bewertet, aber auch der Einmarsch zu Beginn und der Ausmarsch am Ende. Das Gesamtergebnis war ein Durchschnittswert der fünf Kampfrichterwertungen. Neben den Finnen traten auch Turnriegen aus Norwegen, Dänemark, dem Deutschen Reich und Luxemburg an. Mit 114,25 Punkten setzten sich die Norweger gegen ihre Konkurrenten durch. Die Finnen erzielten indes 109,25 Punkte und belegten damit vor den drittplatzierten Dänen mit 106,25 Punkten den zweiten Platz.
Tanner gewann somit zusammen mit Kaarlo Ekholm, Eino Forsström, Eero Hyvärinen, Mikko Hyvärinen, Tauno Ilmoniemi, Ilmari Keinänen, Jalmari Kivenheimo, Karl Lund, Aarne Pelkonen, Ilmari Pernaja, Arvid Rydman, Eino Saastamoinen, Aarne Salovaara, Heikki Sammallahti, Klaus Suomela, Hannes Sirola, Väinö Tiiri, Kaarlo Vähämäki und Kaarlo Vasama die Silbermedaille.
Darüber hinaus war Tanner, der in Finnland für HJK Helsinki spielte und mit dem Verein unter anderem 1911 finnischer Meister wurde, Teil der Olympiamannschaft im Fußball. Die Finnen erreichten nach zwei Siegen das Halbfinale, das sie mit 0:4 gegen Großbritannien verloren. Tanner kam lediglich im abschließenden Spiel um Bronze zum Einsatz und verlor mit Finnland diese Partie gegen die Niederlande deutlich mit 0:9.